# Enya (album)
Enya (ripubblicato nel 1992 come The Celts) è il primo album della cantante e musicista irlandese Enya, pubblicato nel 1987 dalla BBC.

## Descrizione
Enya è il primo vero e proprio album in studio realizzato dalla cantante, pubblicato nel 1987, comprende musica scritta e registrata per la colonna sonora del documentario televisivo The Celts, trasmesso nel 1986. La novità rappresentata dallo stile di Enya è testimoniata da questa frase della cantante in un'intervista riguardo all'affidamento della parte musicale della serie:
Registrato nel 1986, non è stato distribuito sino al 1987, quando la serie è stata trasmessa per la prima volta. L'album era stato prima pubblicato nel Regno Unito dalla BBC sulla loro etichetta, e più tardi pubblicato in Nord America dalla Atlantic Records. Nel 1992 la Warner Music ha ristampato una versione remixata e leggermente rivista dell'album: The Celts. L'originale versione di Enya non è stata più prodotta.
I Fugees hanno campionato Boadicea da quest'album per la loro canzone Ready Or Not sull'album del 1996 The Score. Enya aveva intenzione di citare in giudizio il gruppo per violazione del copyright, in quanto non le avevano chiesto il permesso e non le diedero credito. Dopo aver saputo che i Fugees non erano dei rapper gangsta, Enya declinò la causa, e delle nuove etichette vennero posti su The Score dando ad Enya credito per il suo lavoro. Anche Mario Winans ha ripreso Boadicea per la melodia della canzone I Don't Wanna Know del 2004. Il produttore P. Diddy, da quel che si dice, ha contattato personalmente Enya per il permesso e le ha dato il 60% dei diritti d'autore. Il suo nome viene anche reclamizzato per la canzone ("Mario Winans featuring Enya and P. Diddy), che divenne una hit, posizionandosi alla n.2 sulla chart "Hot R&B/Hip-Hop Singles & Tracks" nel 2004. Boadicea è stata anche campionata da Nina Sky per il lancio del singolo Time To Go con Angie Martinez.
Nel 1990 Portrait venne sostituita con una versione più lunga, chiamata Out Of The Blue, che è stata distribuita sul lato B di Orinoco Flow. L'originale versione di Portrait si trova ancora sulle pubblicazioni BBC e Atlantic Records.
L'album ha venduto circa 2.8 milioni di copie, superando i 6 milioni insieme alla riedizione The Celts.

### Tracce
Testi di Roma Ryan, musiche di Enya.
1. The Celts – 2:50
2. Aldebaran – 3:05
3. I Want Tomorrow – 4:05
4. March of the Celts – 3:10
5. Deireadh an Tuath – 1:43
6. The Sun in the Stream – 2:55
7. To Go Beyond (I) – 1:20
8. Fairytale – 3:03
9. Epona – 1:36
10. Triad: St. Patrick / Cú Chulainn / Oisin – 4:25
11. Portrait (Out of the Blue) – 3:11
12. Boadicea – 3:30
13. Bard Dance – 1:23
14. Dan y Dŵr – 1:41
15. To Go Beyond (II) – 2:50

## Musicisti

### Artista
- Enya – tutti gli altri strumenti, voce

### Altri musicisti
- Patrick Halling – violino
- Arty McGlynn – chitarra elettrica
- Liam O'Flynn – uillean pipes
- Roma Ryan – testi

## Classifiche
| Classifica               | Posizione massima |
| ------------------------ | ----------------- |
| Australia                | 26                |
| Irlanda                  | 2                 |
| Nuova Zelanda            | 15                |
| Regno Unito              | 69                |
| Billboard New Age Albums | 14                |